# Troye-d'Ariège
Troye-d'Ariège é uma comuna francesa na região administrativa de Occitânia, no departamento de Ariège. Estende-se por uma área de 8,15 km². Em 2010 a comuna tinha 94 habitantes (densidade: 11,5 hab./km²).